# Афгано-узбекская граница
Афгано-узбекская граница — самая короткая из внешних границ Узбекистана длиной в 144 километра (89 миль) и проходит от пограничного стыка с Туркменистаном до пограничного стыка с Таджикистаном вдоль реки Амударья. 

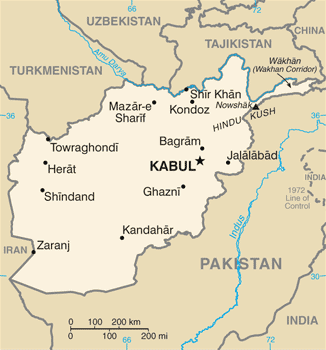
Карта Афганистана с Узбекистаном на север

## Описание
Вся граница проходит по руслу реки Амударья, от туркменского пограничного стыка на западе до таджикского стыка на востоке. Граница проходит с узбекской стороны по автомобильной и железной дороге, а к востоку от узбекского города Термез находится главный пункт пропуска.
Узбекистан построил вдоль границы барьер, состоящий из двух заборов: один из колючей проволоки, а второй, более высокий, из колючей проволоки с электричеством (380 вольт), наземных мин и патруля вооружённых узбекских солдат.

## История
Граница была унаследована от границы между бывшим Советским Союзом и Афганистаном, которая в основном приняла свою нынешнюю форму во время англо-русского соперничества XIX-го века в Центральной Азии, известного как Большая игра. После того как Российская империя завоевала Хивинское ханство и Бухарский эмират, а Британская империя контролировала Британскую Индию, две державы согласились оставить Афганистан в качестве независимого буферного государства между ними.
В 1873 году Великобритания и Россия договорились о формулировке границы: Амударья была объявлена границей, проходящей на восток от деревни Хваджа Салар до озера Зорку, а Ваханский коридор останется в Афганистане. Западный участок границы (то есть большая часть современной афгано-туркменской границы) должен был быть определен пограничной комиссией позднее.
Напряженность усилилась, поскольку русские в начале 1880-х годов расширили границу до нынешнего Туркменистана, что привело к кризису с инцидентом в Панджде (недалеко от Сандыкачи в нынешнем Туркменистане), территории, на которую претендует Афганистан. Дискуссии успокоили ситуацию и совместная англо-русская пограничная комиссия разграничила границу, как сегодня, в период 1885-88. Поскольку деревня Хваджа Салар больше не могла быть идентифицирована, было решено, что граница должна соответствовать Амударье в окрестностях Хамиаба, Афганистан.
В 1921 году был подписан советско-афганский договор, согласно которому Россия согласилась «передать Афганистану пограничные районы, принадлежавшие последнему в прошлом веке, соблюдая принципы справедливости и самоопределения населяющего его населения». Однако этот договор так и не был реализован и был аннулирован Соглашением о границе 1946 года, которое сохранило границу, как и было, с речными островами, которые впоследствии были распределены совместной комиссией.

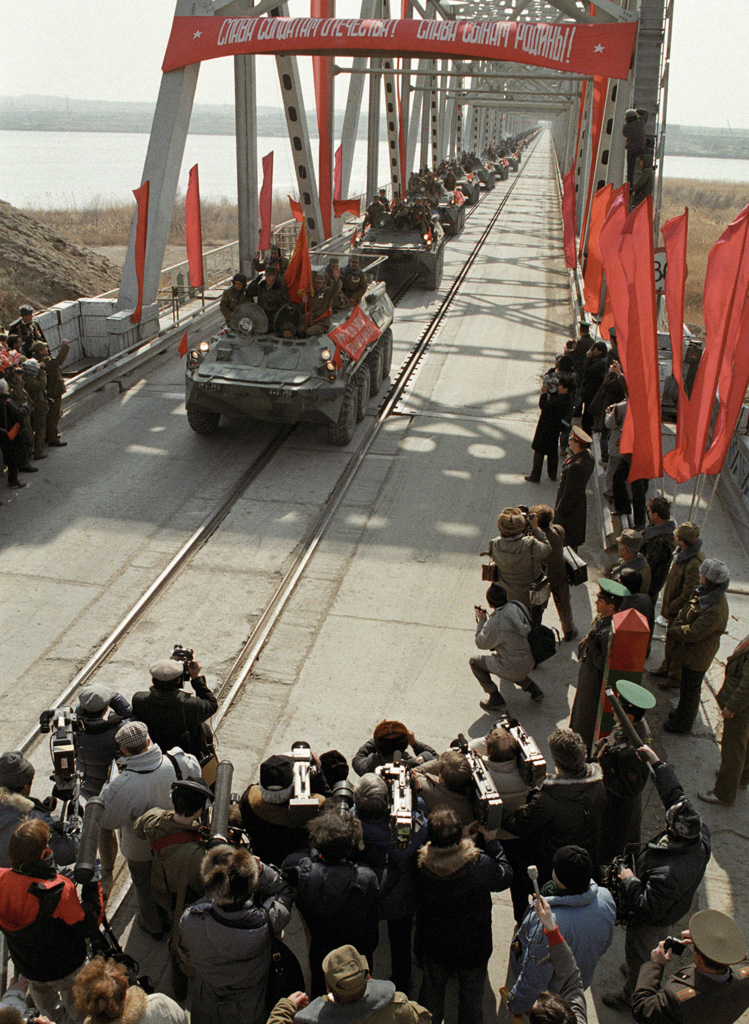
Вывод советских войск через Амударью, 1989

В 1979 году советские войска 40-й армии пересекли границу в Термезе через серию понтонов в рамках советской войны в Афганистане по пути в Мазари-Шариф и Кабул. Позже они построили Мост дружбы, который был официально открыт в 1982 году, однако его стратегическое значение привело к тому, что он стал целью повстанцев моджахедов. Советская армия покинула Афганистан по мосту в 1989 году.
Мост был закрыт с 1997 по 2001 год из-за опасений узбеков по поводу мятежа талибов, после чего он вновь открылся, чтобы оказать помощь после их падения в 2001 году . На 2018 год он остается единственным фиксированным переходом между Узбекистаном и Афганистаном.

## Пограничные переходы
- Хайратан (AFG) — Термез (UZB) (железнодорожный и автомобильный транспорт, см. Мост Дружбы Афганистан—Узбекистан)[8][9].

## Поселения у границы

### Афганистан
- Дали
- Кальдар и деревня возле неё Тазрак
- Хайратон

### Узбекистан
- Термез